# 김현정 (1982년생 배우)
김현정(1982년 1월 6일 ~ )은 대한민국의 배우다.

## 출연

### 영화
- 2001년 《다이아나》(단편) - 빛나
- 2002년 《빛 속의 휴식》(단편) - 빛나
- 2002년 《그림자》(단편) - 빛나
- 2004년 《목포는 항구다》 - 오봉
- 2004년 《바람의 전설》 - 여경들
- 2004년 《하류인생》 - 명동빠 여자 4
- 2005년 《남자니까 아시잖아요?》(단편) - 우는 여자
- 2006년 《붉은 나비》(단편) - 스님
- 2007년 《동정녀들》(단편) - 빛나
- 2007년 《그놈 목소리》 - 중국집 주인
- 2007년 《황진이》
- 2007년 《챔피언 마빡이》 - 뚱녀
- 2007년 《은하해방전선》 - 기자
- 2007년 《내 사랑》 - 미진
- 2007년 《이브는 수고로이 해산하고》(단편) - 수진
- 2008년 《무직의 무지개》(단편)
- 2009년 《해운대》 - 파라솔 여
- 2009년 《불꽃처럼 나비처럼》 - 사대부 부인 1
- 2009년 《정종 한 잔》(단편) - 빛나
- 2010년 《부당거래》 - 정석구 처제
- 2010년 《용태》
- 2011년 《마이 블랙 미니드레스》
- 2011년 《로맨틱 헤븐》 - 천국사람 3
- 2012년 《개들의 전쟁》
- 2014년 《로사》 - 여자 도우미 2
- 2014년 《레드카펫》 - 석봉처
- 2014년 《상의원》 - 항아리 여인 5
- 2015년 《산다》 - 환자/보호자

### 드라마
- 2013년 SBS 《장옥정, 사랑에 살다》 - 까꿍